# 다다 가오루
다다 가오루(多田 かおる、1960년 9월 25일 - 1999년 3월 11일)는 일본의 순정 만화가이다. 오사카부 네야가와시 출신.

## 경력
그는 오사카 시립 공예 고등학교 재학 중이었던 1977년 제3회 별책 마가렛트 신인장편만화상에서 가작으로 입상하였으며(작품명은 '코토미의 약혼자'), 같은 해에 《키스의 대가》로 연재 만화가로 데뷔하였다.
첫 번째 잡지연재인데도 불구하고 고교생 만화가로서 독자 인기순위 1위에 랭크되는 기염을 토했다. 또한 이 때부터 유작을 발표하기까지의 22년 동안 《별책 마가렛트》 및 《디럭스 마가렛트》에서만 작품을 발표하였다.
1985년 5월 10일 헤비메탈밴드 'PRESENCE'의 보컬 출신인 음악 프로듀서인 니시카와 시게루와 결혼했다. 난소종을 앓아 임신할 가능성은 절망적이었으나 극적으로 임신에 성공하여, 1989년 2월 18일에 아들을 출산하였다.
조디 포스터의 열광적인 팬으로 알려진 그는 일본의 듀엣가수 '톤네루즈'가 사회를 맡은 공개 경매 방송 '톤네루즈의 햄머프라이스'에 일반참가자로 참석하여 조디 포스터의 신년휘호를 낙찰받았다.
라디오프로 '곤경의 세계'에서 생방송중 연결된 전화통화에서 소리내어 울었던 것은 시청자들 사이에 화제가 되기도 했다.
《장난스런 키스》를 연재하던 1999년 2월 21일 이사를 위해 대리석 테이블 아래에서 걸레질하다가 잠시 쉬려고 고개를 드는 순간 테이블에 머리를 부딪혔고 밤중에 쓰러져 의식불명 상태에 빠진 그는 18일 후인 3월 11일 38세의 일기로 사망하였다. 사인은 두부강타에 의한 뇌내출혈.
작가의 사망으로 만화판 《장난스런 키스》는 미완성으로 끝났지만, 2008년 제작된 TV애니메이션에서는 작가의 메모를 토대로 완결을 맺게 되었다.
대중적인 인기가 높았을 뿐만 아니라 그녀의 작풍으로부터 영향을 받은 작가들도 다수 존재한다. 특히 일본의 인기 순정만화가인 마츠모토 이즈미(まつもと泉)는 다다 카오루로부터 많은 영향을 받았다고 고백하기도 하였다.

## 작품 리스트
- '야무지게 해! 야무지게!(ピシッとせえよ!!ピシッと…!!)'(전1권)
- '동경하는빛깔의 캔버스에(あこがれ色のキャンバスに…)'（전1권)
- '킨타를 조심해(金太クンにご用心)'（전1권)
- '귀여운아저씨(かわいいオジさま)'(전1권)
- '미하 파라다이스(ミーハーパラダイス)'(전2권)
- '변덕스러운 천사(きまぐれエンジェル)'(전1권)
- '사랑하고 사랑하는 마논(愛し恋しのマノン!)'(전1권)
- '하루루여!사랑(はるるよ!恋)'(전1권)
- '틴즈 브라보(ティーンズ・ブラボー)'(전1권)
- '허세 부리지마!(カッコつけんなよ!!)'(전1권)
- '외로움쟁이 데보라(さびしがりやのデボラ)'(전1권)
- '너의 이름은 데보라(君の名はデボラ)'(전2권)
- '데보라가 라이벌(デボラがライバル)'(전4권)
- '장난스러운 키스(イタズラなKiss)'(전23권)